# Chrome Rats vs. Basement Rutz
Chrome Rats vs. Basement Rutz è l'album in studio di debutto del gruppo musicale statunitense Chromatics, pubblicato il primo aprile del 2003 e distribuito da Gold Standard Laboratories.
| Recensione | Giudizio |
| ---------- | -------- |
| AllMusic   | [ 1 ]    |
| Pitchfork  | [ 2 ]    |

## Tracce
1. NBA – 3:05
2. Washed Up on a Bench of Infants – 2:38
3. Lithium Jaws – 1:59
4. Copper Fence – 2:07
5. Slant – 1:51
6. Hannah's Song – 1:25
7. Felt Tongue – 1:49
8. Skill Fall – 2:41
9. Jungle – 0:30
10. Two of Every Creature – 3:07
11. Fertile Future – 2:14
12. Left Shoulder – 3:15
13. Cave Care – 1:04
14. Plastic Kross – 3:07
15. Shrieking Rows – 4:21
16. Untitled – 5:10

Durata totale: 40:23

## Formazione
Crediti riportati secondo Allmusic.
- Hannah Blilie – batteria, percussioni, cori
- Chromatics – artista primario
- Johnny Jewel – ingegnere audio, percussioni
- Adam Miller – basso, percussioni, cori
- Michelle Nolan – basso, chitarra, cori
- Devin Welch – basso, chitarra, sintetizzatore